# ジェイク・ラレイビア
ジェイコブ・グレン・ラレイビア（Jacob Glen LaRavia, 2001年11月3日 - ）は、アメリカ合衆国カリフォルニア州パサデナ出身のプロバスケットボール選手。NBAのロサンゼルス・レイカーズに所属している。ポジションはスモールフォワードまたはパワーフォワード。

## 経歴

### ハイスクール
高校卒業後は南イリノイ大学エドワーズビル校へ進学予定だったが、ヘッドコーチの交代によりこれを撤回し、インディアナ州立大学へ進学した。

### カレッジ
インディアナ州立大学では2年目の2020-21シーズンに平均12.3得点、6.3リバウンドを記録し、オールMVCセカンドチームに選出された。シーズン終了後にヘッドコーチのグレッグ・ランシングが辞任すると、ウェイクフォレスト大学へ転校した。
2021-22シーズン、2022年1月22日のノースカロライナ大学戦でキャリアハイとなる31得点を記録した。このシーズンは平均14.6得点、6.6リバウンド、3.7アシストを記録し、オールACCセカンドチームに選出された。シーズン終了後、2022年のNBAドラフトにアーリーエントリーした。

### メンフィス・グリズリーズ
2022年のNBAドラフトにて1巡目全体19位でミネソタ・ティンバーウルブズから指名された。その後同ドラフトの全体22位、29位指名権とのトレードで交渉権がメンフィス・グリズリーズへ移動し、グリズリーズとルーキー契約を結んだ。
2022-23シーズン、2022年10月19日のニューヨーク・ニックス戦でNBAデビューし、5得点を記録した。2023年3月23日にはNBAGリーグのメンフィス・ハッスルへ送られた。

### サクラメント・キングス
2024-25シーズン、2025年2月6日に3チーム間のトレードで、サクラメント・キングスへ移籍した。

### ロサンゼルス・レイカーズ
2025年7月6日にロサンゼルス・レイカーズと2年総額1,200万ドルの契約を結んだ。

## 個人成績

### NBA

#### レギュラーシーズン
| シーズン | チーム | GP  | GS | MPG  | FG%  | 3P%  | FT%  | RPG | APG | SPG | BPG | PPG  |
| -------- | ------ | --- | -- | ---- | ---- | ---- | ---- | --- | --- | --- | --- | ---- |
| 2022–23  | MEM    | 35  | 0  | 11.8 | .389 | .338 | .778 | 1.8 | .6  | .3  | .1  | 3.0  |
| 2023–24  | MEM    | 35  | 6  | 23.0 | .389 | .340 | .826 | 3.7 | 1.7 | .8  | .3  | 10.8 |
| 2024–25  | MEM    | 47  | 0  | 20.9 | .490 | .444 | .698 | 4.4 | 2.8 | .9  | .4  | 7.3  |
| 2024–25  | SAC    | 19  | 0  | 19.3 | .438 | .385 | .579 | 2.8 | 1.3 | .9  | .2  | 6.1  |
| 通算     | 通算   | 136 | 6  | 18.9 | .429 | .371 | .751 | 3.3 | 1.7 | .8  | .3  | 6.9  |

### カレッジ
| シーズン | チーム                | GP | GS | MPG  | FG%  | 3P%  | FT%  | RPG | APG | SPG | BPG | PPG  |
| -------- | --------------------- | -- | -- | ---- | ---- | ---- | ---- | --- | --- | --- | --- | ---- |
| 2019–20  | インディアナ ステート | 30 | 25 | 24.6 | .529 | .407 | .625 | 5.9 | 1.6 | .5  | 1.2 | 9.4  |
| 2020–21  | インディアナ ステート | 25 | 25 | 29.2 | .473 | .313 | .779 | 6.3 | 2.3 | 1.5 | .8  | 12.3 |
| 2021–22  | ウェイクフォレスト    | 33 | 33 | 34.2 | .559 | .384 | .777 | 6.6 | 3.7 | 1.7 | 1.0 | 14.6 |
| 通算     | 通算                  | 88 | 83 | 29.5 | .524 | .371 | .743 | 6.3 | 2.6 | 1.2 | 1.0 | 12.2 |